# Olympische Winterspiele 2010/Teilnehmer (Argentinien)
| Gelbes Symbol für Goldmedaillen mit stilisierten Olympischen Ringen | Graues Symbol für Silbermedaillen mit stilisierten Olympischen Ringen | Braundes Symbol für Bronzemedaillen mit stilisierten Olympischen Ringen |
| ------------------------------------------------------------------- | --------------------------------------------------------------------- | ----------------------------------------------------------------------- |
| —                                                                   | —                                                                     | —                                                                       |

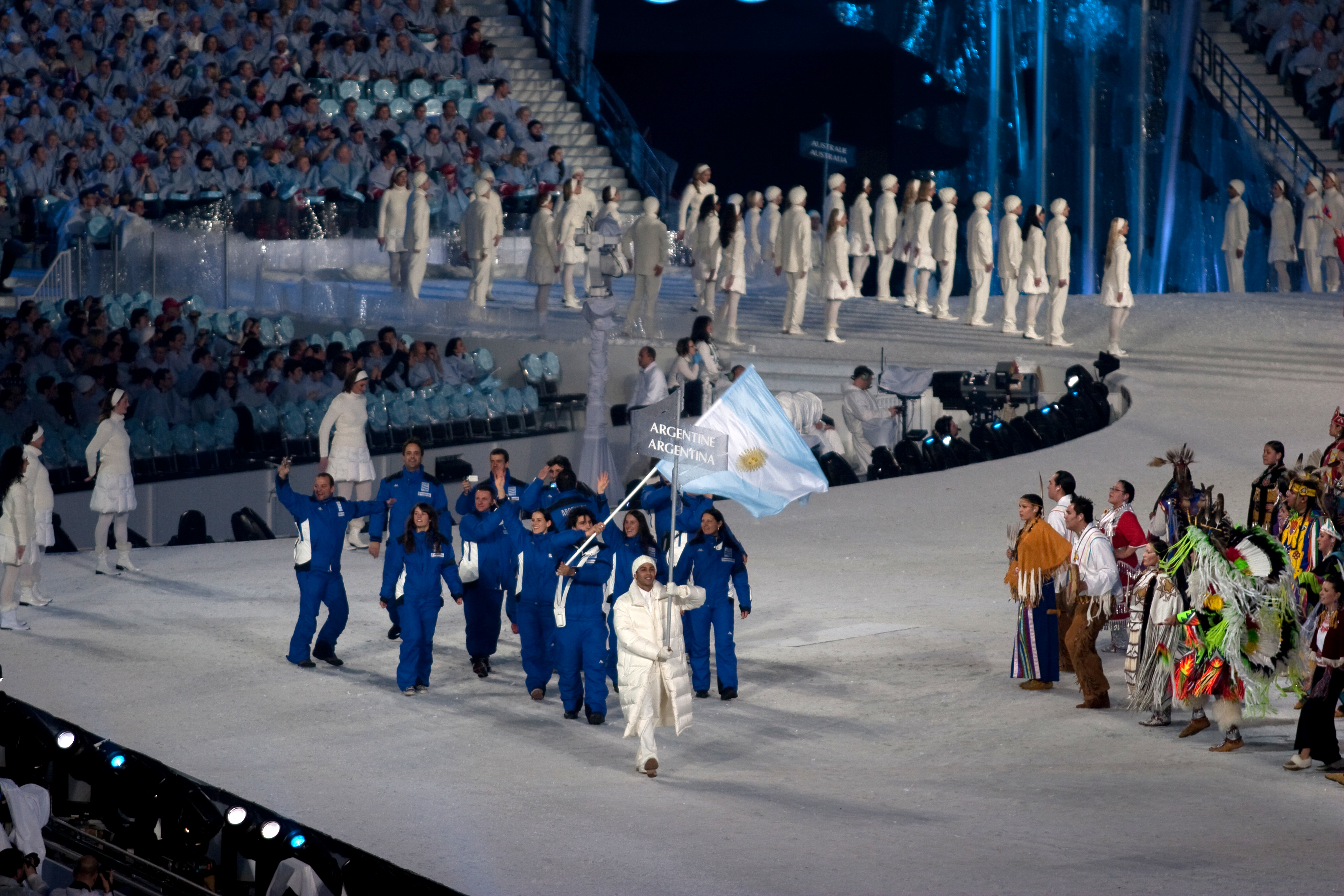
Einmarsch der argentinischen Delegation

Argentinien nahm an den Olympischen Winterspielen 2010 im kanadischen Vancouver mit sieben Sportlern in drei Sportarten teil.

## Teilnehmer nach Sportarten
Rennrodeln
Männer
- Rubén Oscar González: 38. Platz, 3:28,305

 Ski Alpin
Männer
- Cristian Javier Simari Birkner
Abfahrt: 55. Platz, 2:01,67
Kombination: ausgeschieden
Super-G: ausgeschieden
Riesenslalom: 34. Platz, 2:44,63
Slalom: 26. Platz, 1:44,72
- Agustín Torres
Riesenslalom: 54. Platz, 2:53,26
Slalom: ausgeschieden

Frauen
- Macarena Simari Birkner
Abfahrt: 31. Platz, 1:54,25
Kombination: 26. Platz, 2:16,37
Super-G: 32. Platz, 1:27,48
Slalom: 36. Platz, 1:52,35
Riesenslalom: 45. Platz, 2:42,02
- María Belén Simari Birkner
Abfahrt: 29. Platz, 1:53,62
Kombination: ausgeschieden
Super-G: 31. Platz, 1:27,24
Riesenslalom: 46. Platz, 2:42,38
Slalom: ausgeschieden
- Nicol Gastaldi
Riesenslalom: 48. Platz, 2:43,78
Slalom: ausgeschieden

 Skilanglauf
Männer
- Carlos Lannes
15 km Freistil: 82. Platz, 41:34,9